# زمین‌ساخت‌فیزیک
زمین‌ساخت‌فیزیک یا تکتونوفیزیک (انگلیسی: Tectonophysics) شاخه‌ای از ژئوفیزیک است که در آن فرایندهای فیزیکی و نیروهای به‌وجودآورندهٔ جنبش‌ها و دگرشکلی‌های پوسته زمین مطالعه و بررسی می‌شود. زمین‌ساخت‌فیزیک شامل الگوهای فضایی تنش، تغییر شکل، تفاوت‌های رئولوژی در سنگ‌کره و نرم‌کره زمین است و ارتباط میان این الگوها و الگوهای دگرشکلی مشاهده‌شده بر اثر زمین‌ساخت صفحه‌ای را بررسی می‌کند.
زمین‌ساخت‌فیزیک با فرایند حرکت‌ها و جنبش‌های پوسته زمین و دگرشکلی‌ها در مقیاس متر تا چند هزار کیلومتری در ارتباط است. شکل‌گیری کوه، شکل‌گیری حوضه‌های رسوبی، واگشت یخچالی در مناطقی مانند فنواسکاندیا، زمین‌ساخت صفحه‌ای، آتشفشان‌ها و زمین‌لرزه‌ها نمونه‌ای از این فرایندها به‌شمار می‌روند.